# Râul Suru, Boia Mică
Râul Suru este un curs de apă, unul din cele două brațe care formează Râul Boia Mică. 